# 村上綱清
村上 綱清（むらかみ つなきよ、享禄5年（1532年） - 永禄元年3月13日（1558年4月1日?）は戦国時代の武将である。千葉氏家臣。米本城城主。民部大輔と称す。

## 人物
戦国期に房総（主に総州）を拠点に活躍していた武士。村上国綱の子。子に村上助三郎胤遠（すけさぶろうたねとう）がいる。総州村上氏の出自は信濃国の豪族で、2度に渡って甲斐の武田信玄の侵攻を防いだことでも著名な戦国大名の村上義清と同族氏族だとされ、清和源氏村上氏流の流れを汲むとされている。総州村上氏の起源は古く、鎌倉時代の1247年（宝治元年）に起きた宝治合戦の頃だとされ、足利氏が上総守護代の任に命じられた際に、被官であった村上氏も一部の氏族を伴って総州の地に移住してきたのではないかと考えられる。南北朝時代になると上総国守護代に村上氏の名が出てくる。そして、足利氏衰退後は総州の有力氏族であった千葉氏の配下に組み込まれたと考えられている。
村上国綱・村上綱清親子は下総国の臼井荘にあった米本城一帯（現在の千葉県八千代市）を治め、善政を敷いたことから領民に慕われたといわれている。
佐倉藩士磯部昌言の『佐倉風土記』（江戸時代初期成立）によれば、米本城の落城に際し、自殺したという。八千代市米本の長福寺には綱清のものと伝えられる墓石があり、「伝・村上綱清の墓石」として八千代市の文化財に指定されている。
地元の言い伝え（参考文献を参照）では村上国綱・村上綱清親子は、平戸川（今の新川）を隔てた権現山砦（飯綱神社）に陣を張った太田道灌勢と戦い、居城の米本城が落城した折に家臣もろとも自害して果てたという伝承が残る（七百餘所神社の記事も参照）。しかし、一方で、村上綱清と太田道灌が活躍した時期が異なる上、綱清は永禄元年3月13日（1558年4月1日）に自害したと伝わるが、天正3年（1575年）には土気城攻めに参戦して勝利しており、古河公方足利義氏が書状で、綱清の活躍を賞賛する記録が残されているなどまだ不明瞭な点が多い。
村上氏の居城とされる米本城は、元々臼井城の支城として室町時代の頃に築城され、太田道灌の臼井城攻めや安房里見氏の侵攻、上杉謙信の関東征伐における臼井城攻めなどの多くの戦歴を経て、現在の南北約300ｍの城郭に拡張されていったと考えられている。そして、豊臣秀吉による小田原征伐の折に、北条氏に従い抵抗した総州村上氏をはじめとする千葉一族も所領を没収され滅亡。秀吉から関東八ヵ国を与えられた徳川家康は、領内に重臣を配置し臼井城には酒井家次が入府。この時、米本城も役目を終え、廃城となったと考えられている。
現在でも八千代市や市原市には、総州村上氏と繋がりを持つ伝承を持つ旧家が存在しているほか、今でも米本城周辺には、太田道灌勢との戦に由来する「矢中（やなか）」「おんまわし」などの地名や「城橋（じょうばし）」「土橋（どばし）」などの名が残る。また「咳の神様」「しろぬし様」などの民話が残されている。